# Hůrky (Velká Chmelištná)
Hůrky jsou částí obce Velká Chmelištná v okrese Rakovník ve Středočeském kraji. V roce 2011 zde trvale nikdo nežil.

## Název
Název vesnice je odvozen ze slova hórka ve významu malá hora. V historických pramenech se objevuje ve tvarech: Hurky (1846).

## Historie
První písemná zmínka o vesnici pochází z roku 1654.

## Přírodní poměry

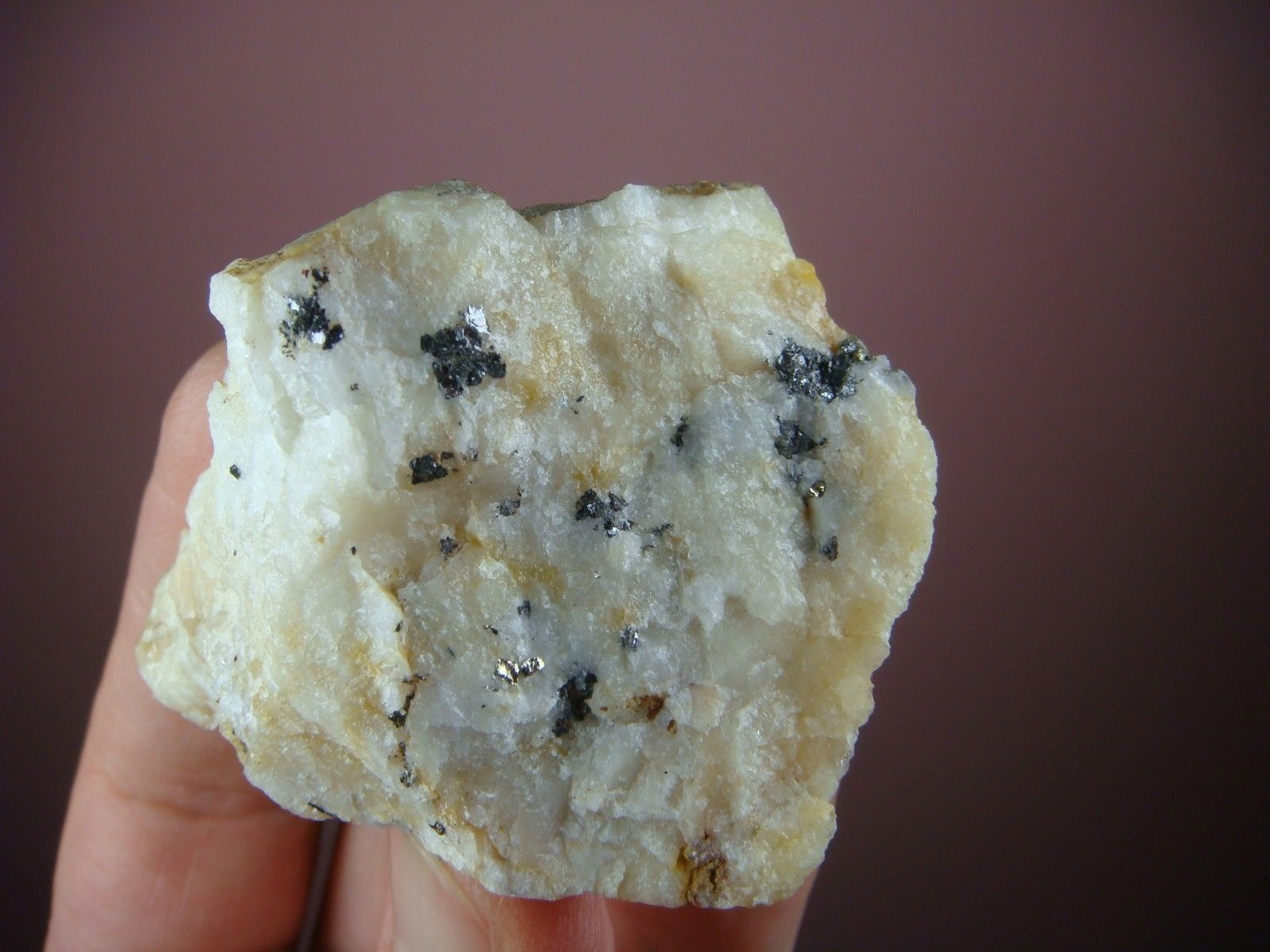
Heyrovskýit na křemeni

Vesnice stojí v oblasti žulového Čistecko-jesenického masivu, konkrétně v jeho čistecké části, která se zformovala před 290 miliony lety. V okolí vesnice byl v roce 1961 učiněn objev foidického syenitu s kankrinitem a nefelínem. V Česku jde o jedinečný výskyt této horniny, na který je navíc navázáno molybdenové zrudnění. Na lokalitě byl také poprvé objeven minerál heyrovskýit.

## Obyvatelstvo
Při sčítání lidu v roce 1921 zde žilo 21 obyvatel (z toho deset mužů), z nichž bylo pět Čechoslováků, patnáct Němců a jeden cizinec. Kromě jednoho evangelíka se hlásili k římskokatolické církvi. Podle sčítání lidu z roku 1930 měla vesnice dvacet obyvatel: pět Čechoslováků a patnáct Němců. Všichni se hlásili k římskokatolické církvi.
| Rok            | 1869 | 1880 | 1890 | 1900 | 1910 | 1921 | 1930 | 1950 | 1961 | 1970 | 1980 | 1991 | 2001 | 2011 | 2021 |
| -------------- | ---- | ---- | ---- | ---- | ---- | ---- | ---- | ---- | ---- | ---- | ---- | ---- | ---- | ---- | ---- |
| Počet obyvatel | 21   | 28   | 18   | 16   | 18   | 21   | 20   | 9    | 7    | 4    | 2    | 2    | 0    | 0    | 0    |
| Počet domů     | 4    | 5    | 4    | 4    | 4    | 5    | 5    | 4    | 4    | 1    | 1    | 2    | 2    | 2    | 2    |

## Obecní správa
Při sčítání lidu v letech 1869–1979 Hůrky byly osadou obce Velká Chmelištná, se kterým patřila nejprve do okresu Podbořany, ale od roku 1960 v okrese Rakovník. Od 1. ledna 1980 do 31. prosince 1992 byly častí obce Čistá v okrese Rakovník. Od 1. ledna 1993 jsou opět částí obce Velká Chmelištná v okrese Rakovník.